# CoreAVC
CoreAVC ist ein proprietärer H.264-Decoder, der von CoreCodec entwickelt wird.
Er war 2006 einer der schnellsten Software-Dekoder, sodass er sogar an einige Hardware-basierte Decoder heranreicht. Dadurch ist es möglich, auf Rechnern mit weniger Leistung geringer aufgelöste AVC-Videos abzuspielen und auf Rechnern mit mehr Leistung höher aufgelöste. CoreAVC unterstützt alle H.264-Profile außer 4:2:2 und 4:4:4.
CoreAVC ist Teil des CorePlayer Multimedia Frameworks.

## Plattformunabhängigkeit
Im Jahr 2008 wurde der Decoder für eine Vielzahl an Plattformen portiert. Derzeit werden Windows, Mac OS X und Linux sowie die eingebetteten Systeme PalmOS, Symbian, Windows CE und Windows Mobile unterstützt, wobei die Linux-Version nur für OEMs erhältlich ist.
CoreAVC läuft auf 32- und 64-Bit-x86 und auf PPC (mitsamt AltiVec-Unterstützung), ARM9, ARM11 und MIPS. In Bezug auf Grafikprozessoren werden Intel 2700G, ATI Imageon, Marvell Monahan und (begrenzt) Qualcomm QTv unterstützt.

## Nvidia CUDA-Unterstützung
Am 10. Februar 2009 veröffentlichte CoreCodec eine Aktualisierung von CoreAVC mit Unterstützung von Nvidia CUDA. CUDA ermöglicht es, mit bestimmten Nvidia-Grafikkarten die Dekodierung zu beschleunigen.